# Ernst Stecher
Ernst Stecher (* 15. September 1861 in Freiberg; † 15. Juni 1935 in Berggießhübel) war ein sächsischer Lehrer und Geologe.

## Leben
Der promovierte Ernst Stecher war Lehrer und Geologe in Chemnitz, wo er auch als Gymnasialprofessor tätig war. Er war seit 1880 Mitglied der Turnerschaft Alania Leipzig.

## Leistungen
Ernst Stecher erforschte und beschrieb als erster systematisch die in der Region Chemnitz zu findenden Porphyrkugeln (bzw. Rhyolithkugeln) als vulkanische Bomben. Hauptobjekt seiner Untersuchungen war der Quarzporphyr-Pechstein-Körper des Erzgebirgischen Beckens, der im Jahre 1971 als erster Ignimbrit im mitteleuropäischen Raum öffentlich bekannt gemacht werden konnte.

## Werke
- Contacterscheinungen an Schottischen Olivindiabasen 1887, (Inaug.-Diss. aus Min. petrogr. Mitth. herausg. von Tschermak. Bd. IX. 145. Leipzig.)
- Die Porphyrbomben von Chemnitz und seiner Umgebung. 1916, 1925, 1928, 1931, Ber. naturw. Ges. Chemnitz
- Über die Verbreitung der Chemnitzer Porphyrbomben. 1920, Ber. naturw. Ges. Chemnitz
- Palaeovulkanische Bomben 1. Aufl. Chemnitz, Verlag der naturwiss. Ges., 1931. mit 11 Lichtdrucktafeln